# Valea Mare, Covasna
Valea Mare là một xã thuộc hạt Covasna, România. Dân số thời điểm năm 2002 là 1174 người.